# UEFA Youth League
De UEFA Youth League is een jaarlijks clubtoernooi dat sinds 2013 wordt georganiseerd door de UEFA. In de huidige opzet nemen onder-19 teams deel van clubs die uitkomen in de groepsfase van de UEFA Champions League, aangevuld met de nationale jeugdkampioenen van de hoogst gerangschikte landen. 
De halve finales en finale worden traditioneel gespeeld in het Colovraystadion in Nyon, Zwitserland. De winnaars ontvangen de Lennart Johansson Trofee, vernoemd naar de voormalige UEFA-voorzitter.
FC Barcelona is de meest succesvolle club met drie titels en is tevens de regerend kampioen na een 4–1 zege op Trabzonspor in de finale van 2025.

## Opzet

### 2013–2015
De teams in de eerste editie van het toernooi, de UEFA Youth League 2013/14,speelden in een groepsfase die dezelfde samenstelling en speeldata had als die van de reguliere UEFA Champions League 2013/14 en diende als proefproject om te meten of het een succes was. De voorganger van het jeugdtoernooi heette de NextGenSeries.
De acht groepswinnaars en de acht runners-up uit de groepsfase gingen door naar de knock-outfase. Het verschil met de UEFA Champions League was dat de wedstrijden in de knock-outfase in één duel beslist werden. De halve finale en de finale werden op neutraal terrein gespeeld.

### 2015–heden
Vanaf het seizoen 2015/16 werden 
er nog enkele veranderingen doorgevoerd aan het toernooi. Ten opzichte van de eerste twee edities kwalificeert zich vanaf het seizoen 2015/16 alleen de nummer één uit iedere groep zich rechtstreeks voor de achtste finale. Daarnaast werd het toernooi uitgebreid met een extra deelnemersveld genaamd het Domestic Champions Path. Aan deze extra toevoeging doen 32 teams mee. Deze 32 teams spelen een knock-outtoernooi over twee rondes waarvan 8 ploegen overblijven. Deze 8 ploegen nemen het vervolgens op tegen de nummers twee uit iedere groep. De winnaars plaatsen zich vervolgens voor de achtste finale. Hiermee strijden er in totaal 64 teams voor een plaats in de achtste finale.
In het seizoen 2020/2021 werd geen Youth League gespeeld vanwege de coronapandemie die in 2020 uitbrak.

## Finales
| Seizoen | Datum                                 | Winnaar                               | Uitslag                               | Finalist                              | Stadion, plaats                       |
| ------- | ------------------------------------- | ------------------------------------- | ------------------------------------- | ------------------------------------- | ------------------------------------- |
| 2013/14 | 14 april 2014                         | FC Barcelona                          | 3–0                                   | Benfica                               | Colovraystadion, Nyon                 |
| 2014/15 | 13 april 2015                         | Chelsea                               | 3–2                                   | Sjachtar Donetsk                      | Colovraystadion, Nyon                 |
| 2015/16 | 18 april 2016                         | Chelsea                               | 2–1                                   | Paris Saint-Germain                   | Colovraystadion, Nyon                 |
| 2016/17 | 24 april 2017                         | Red Bull Salzburg                     | 2–1                                   | Benfica                               | Colovraystadion, Nyon                 |
| 2017/18 | 23 april 2018                         | FC Barcelona                          | 3–0                                   | Chelsea                               | Colovraystadion, Nyon                 |
| 2018/19 | 29 april 2019                         | FC Porto                              | 3–1                                   | Chelsea                               | Colovraystadion, Nyon                 |
| 2019/20 | 25 augustus 20201                     | Real Madrid                           | 3–2                                   | Benfica                               | Colovraystadion, Nyon                 |
| 2020/21 | Geannuleerd vanwege de coronapandemie | Geannuleerd vanwege de coronapandemie | Geannuleerd vanwege de coronapandemie | Geannuleerd vanwege de coronapandemie | Geannuleerd vanwege de coronapandemie |
| 2021/22 | 25 april 2022                         | Benfica                               | 6–0                                   | Red Bull Salzburg                     | Colovraystadion, Nyon                 |
| 2022/23 | 24 april 2023                         | AZ                                    | 5–0                                   | Hajduk Split                          | Stade de Genève, Genève               |
| 2023/24 | 22 april 2024                         | Olympiakos                            | 3–0                                   | AC Milan                              | Colovraystadion, Nyon                 |
| 2024/25 | 28 april 2025                         | FC Barcelona                          | 4–1                                   | Trabzonspor                           | Colovraystadion, Nyon                 |

1De finale in 2020 werd vanwege de coronapandemie pas in augustus gespeeld nadat het voetbal enige maanden had stilgelegen.

## Statistieken

### Finalisten
| Club                | Winnaars | Runners-up | Gewonnen in               | Verloren finales in       |
| ------------------- | -------- | ---------- | ------------------------- | ------------------------- |
| FC Barcelona        | 3        | 0          | 2013/14, 2017/18, 2024/25 | -                         |
| Chelsea             | 2        | 2          | 2014/15, 2015/16          | 2017/18, 2018/19          |
| Benfica             | 1        | 3          | 2021/22                   | 2013/14, 2016/17, 2019/20 |
| Red Bull Salzburg   | 1        | 1          | 2016/17                   | 2021/22                   |
| FC Porto            | 1        | 0          | 2018/19                   | -                         |
| AZ                  | 1        | 0          | 2022/23                   | -                         |
| Olympiakos          | 1        | 0          | 2023/24                   | -                         |
| Real Madrid         | 1        | 0          | 2019/20                   | -                         |
| Sjachtar Donetsk    | 0        | 1          | -                         | 2014/15                   |
| Paris Saint-Germain | 0        | 1          | -                         | 2015/16                   |
| Hajduk Split        | 0        | 1          | -                         | 2022/23                   |
| AC Milan            | 0        | 1          | -                         | 2023/24                   |
| Trabzonspor         | 0        | 1          | -                         | 2024/25                   |

### Winnaars per land
| Land        | Aantal keer winnaar |
| ----------- | ------------------- |
| Spanje      | 4                   |
| Engeland    | 2                   |
| Portugal    | 2                   |
| Oostenrijk  | 1                   |
| Nederland   | 1                   |
| Griekenland | 1                   |

### Topscorers per seizoen
| Jaar    | Topscorer                               | Club                                    | Doelpunten                              |
| ------- | --------------------------------------- | --------------------------------------- | --------------------------------------- |
| 2013/14 | Munir El Haddadi                        | FC Barcelona                            | 11                                      |
| 2014/15 | Dominic Solanke                         | Chelsea                                 | 7                                       |
| 2015/16 | Roberto Núñez                           | Atlético Madrid                         | 9                                       |
| 2016/17 | Jordi Mboula                            | FC Barcelona                            | 8                                       |
| 2016/17 | Kaj Sierhuis                            | Ajax                                    | 8                                       |
| 2017/18 | Ivan Ignatjev                           | FK Krasnodar                            | 10                                      |
| 2018/19 | Charlie Brown                           | Chelsea                                 | 12                                      |
| 2019/20 | Roberto Piccoli                         | Atalanta                                | 8                                       |
| 2019/20 | Gonçalo Ramos                           | Benfica                                 | 8                                       |
| 2020/21 | Niet gespeeld vanwege de coronapandemie | Niet gespeeld vanwege de coronapandemie | Niet gespeeld vanwege de coronapandemie |
| 2021/22 | Mads Hansen                             | FC Midtjylland                          | 7                                       |
| 2021/22 | Aral Simsir                             | FC Midtjylland                          | 7                                       |
| 2022/23 | Mexx Meerdink                           | AZ                                      | 9                                       |
| 2022/23 | Bilal Mazhar                            | Panathinaikos                           | 9                                       |
| 2023/24 | Amin Chiakha                            | FC Kopenhagen                           | 7                                       |
| 2023/24 | Rodrigo Mora                            | FC Porto                                | 7                                       |

### Nederlandse en Belgische deelnemers
Vanaf het seizoen 2015/16 kan naast de deelnemende clubs aan de groepsfase van de UEFA Champions League de kampioen van de hoogste jeugdcompetitie van de top32 landen in de UEFA ranking zich eveneens plaatsen voor de Youth League. In de onderstaande schema's zijn de jaargangen van clubs die zich via de nationale jeugdcompetitie geplaatst hebben vetgedrukt weergegeven.

#### België
| Club           | Aantal deelnames | Seizoen                                                               | Beste resultaat (b) |
| -------------- | ---------------- | --------------------------------------------------------------------- | ------------------- |
| Club Brugge    | 7                | 2016/17, 2018/19, 2019/20 (b), 2020/21, 2021/22 (b), 2022/23, 2024/25 | Play-offs (2×)      |
| RSC Anderlecht | 6                | 2013/14, 2014/15 (b), 2015/16 (b), 2016/17, 2017/18, 2018/19          | Halve finale (2×)   |
| KRC Genk       | 5                | 2019/20, 2020/21, 2021/22 (b), 2022/23 (b), 2024/25                   | Achtste finale (2×) |
| KAA Gent       | 2                | 2015/16 (b), 2023/24                                                  | Groepsfase          |
| Royal Antwerp  | 1                | 2023/24                                                               | Groepsfase          |

#### Nederland
| Club      | Aantal deelnames | Seizoen                                                                                      | Beste resultaat (b) |
| --------- | ---------------- | -------------------------------------------------------------------------------------------- | ------------------- |
| Ajax      | 10               | 2013/14, 2014/15, 2015/16, 2016/17, 2017/18, 2018/19, 2019/20 (b), 2020/21, 2021/22, 2022/23 | Halve finale (1×)   |
| AZ        | 5                | 2020/21, 2021/22, 2022/23 (b), 2023/24, 2024/25                                              | Winnaar (1×)        |
| PSV       | 5                | 2015/16 (b), 2016/17 (b), 2018/19, 2023/24, 2024/25                                          | Achtste finale (2×) |
| Feyenoord | 3                | 2017/18 (b), 2023/24, 2024/25                                                                | Achtste finale      |

2013/14 · 2014/15 · 2015/16 · 2016/17 · 2017/18 · 2018/19 · 2019/20 · 2020/21 · 2021/22 · 2022/23 · 2023/24 · 2024/25